# Recht auf Lüge
Das Recht auf Lüge oder Recht zur Lüge bezeichnet im Zivilrecht das Recht einer Vertragspartei, bei Vertragsverhandlungen auf unzulässige Fragen der anderen Vertragspartei nicht mit der Wahrheit antworten zu müssen. Die unwahre Beantwortung stellt unter bestimmten Voraussetzungen keine arglistige Täuschung des anderen Vertragspartei dar mit der Folge, dass diese den Vertrag nicht gem. § 123 BGB anfechten kann.

## Arbeitsrecht
Im Arbeitsrecht gilt, dass Arbeitssuchende bei einem Bewerbungsgespräch das Recht haben, auf unzulässige Fragen des Arbeitgebers gar nicht oder nicht wahrheitsgemäß zu antworten, wenn der Arbeitgeber kein „berechtigtes, billigenswertes und schutzwürdiges Interesse an der Beantwortung seiner Fragen im Hinblick auf das Arbeitsverhältnis hat.“

### Grundsatz
Grundsätzlich ist Lügen nicht mit Strafe bedroht, jedoch kann sich ein Vertragspartner durch Anfechtung von einem Vertrag lösen, wenn er bei Vertragsschluss arglistig getäuscht wurde. Eine Täuschung liegt hierbei in dem Hervorrufen eines Irrtums, also einer Fehlvorstellung über Tatsachen. Diese Täuschung ist dann arglistig, wenn der Bewerber von einer Tatsache Kenntnis hat, der künftige Arbeitgeber nicht und die Tatsache entscheidend für den Vertragsabschluss ist. Grundsätzlich wird bei einer arglistigen Täuschung die Rechtswidrigkeit indiziert, jedoch ist die Täuschung dann nicht rechtswidrig, wenn die Frage des Arbeitgebers unzulässig ist. Unzulässig ist eine Frage des Arbeitgebers dann, wenn sie nichts mit der künftigen Tätigkeit zu tun hat (§ 8 Abs. 1 AGG, § 26 BDSG) und gegen das Persönlichkeitsrecht des Bewerbers verstößt.
Das Recht, auf einzelne Fragen nicht zu antworten bzw. bewusst etwas Unwahres zu sagen, ergibt sich aus dem Interessenkonflikt von Arbeitgeber und Arbeitnehmer. Dem Interesse des Arbeitgebers entspricht es, möglichst viel über den Bewerber zu erfahren, dem Interesse des Arbeitnehmers, möglichst wenig über sich selbst offenbaren zu müssen. Dem Bedürfnis nach möglichst umfangreicher Information des zukünftigen Arbeitgebers im Vorstellungsgespräch sind durch das Persönlichkeitsrecht des Bewerbers Grenzen gesetzt.
Personalfragebögen als Teil des Einstellungsverfahrens bedürfen der Zustimmung des Betriebsrats (§ 94 BetrVG).

### Beispiele für unzulässige Fragen
In den im Folgenden genannten Fällen stellt das Bundesarbeitsgericht (BAG) den Schutz des Persönlichkeitsrechts des Bewerbers über das Informationsbedürfnis des Arbeitgebers.
- Frage nach Mitgliedschaft in einer Partei, Gewerkschaft, Religionsgemeinschaft (Ausnahme: Einstellung bei Tendenzbetrieben, § 9 AGG)
- Frage nach letztem Verdienst (wenn sie für das angestrebte Arbeitsverhältnis ohne Bedeutung ist);[4]
- Frage nach bestehender oder geplanter Schwangerschaft;[5][6]
- Fragen nach der Rasse, der ethnischen Herkunft, dem Geschlecht, dem Alter oder der sexuellen Identität. Das ergibt sich aus dem Benachteiligungsverbot bei der Einstellung gemäß § 2 Abs. 1 Nr. 1, § 1 AGG.
- Frage nach strafrechtlichen Vorstrafen im Bereich der Vermögensdelikte (Ausnahme: Einstellung bei einer Bank oder in anderen Bereichen, in denen der Bewerber Gelder zu verwalten hat);
- Frage nach Schwerbehinderteneigenschaft, sofern sie zu Diskriminierungszwecken eingesetzt wird. Zulässig ist die Frage, soweit eine Schwerbehinderung die Erfüllung der konkreten arbeitsvertraglichen Pflichten beeinträchtigen würde.[7] Bei einem bestehenden Arbeitsverhältnis ist die Frage nach dem Vorliegen einer Schwerbehinderung oder einer Gleichstellung mit Schwerbehinderten zulässig, wenn der Arbeitgeber damit den Zweck verfolgt, sich rechtstreu verhalten zu können, beispielsweise bei der Sozialauswahl von Kündigungen in der Insolvenz.[8]

### Statistik
Studien zufolge machen zahlreiche Bewerber falsche Angaben über ihren beruflichen Werdegang, obwohl diese Angaben für den in Betracht kommenden Arbeitsplatz von ausschlaggebender Bedeutung sind.  Im Einzelnen wird geschummelt bei 30 % der Daten zur Beschäftigung, bei 18 % der Qualifikationen, bei 13 % der Gehaltsangaben, bei 11 % der Daten zum Lebenslauf, bei 6 % der Angaben zum Verhältnis zum ehemaligen Arbeitgeber, 4 % zur Position und bei 1 % der Angaben zur Führungsverantwortung.

## Mietrecht
Auch im Mietrecht braucht der Mietinteressent nur auf zulässige Fragen des Vermieters wahrheitsgemäß zu antworten. Zulässig sind etwa Fragen zur Identität des Mieters und weiterer erlaubnispflichtiger Personen, die einziehen wollen oder Fragen zum Nettoeinkommen und zur Zahlungsfähigkeit wie Fragen nach einer Einkommenspfändung oder nach Mietschulden aus dem vorangegangenen Mietverhältnis. Unzulässig sind Fragen nach mietrechtlich erlaubnisfreien Personen wie eigene Kinder, Ehepartner und Eltern, die der Mieter oder Mietinteressent möglicherweise plant mit in die Mietwohnung aufzunehmen. Mietrechtliche Aussagen zur Aufnahme von Familienmitgliedern finden sich auch in der Quelle Lützenkirchen, Mietrecht (2021): „Keine Dritte sind auch gemeinsame Kinder, die Eltern des Mieters, ... die Aufnahme ... gehört grundsätzlich zum vertragsgemäßen Gebrauch der Mietwohnung“. Unzulässig sind auch Fragen nach der Person des vorherigen Vermieters oder Fragen nach Nationalität und ethnischer Herkunft des Mieters, seiner Religion oder sexuellen Neigung.